# Julius Pfeifer
Julius Pfeifer (22. října 1864 Nová Starost (Neusorge) – 16. listopadu 1934 Rumburk) byl rakouský a český podnikatel a politik německé národnosti, na konci 19. století poslanec Říšské rady.

## Biografie
Pocházel z vlivné českoněmecké rodiny. Jeho otcem byl průmyslník Julius Anton Pfeifer (1834–1906). Podnikání se věnoval i strýc Franz Pfeifer (1832–1897), který zasedal na Českém zemském sněmu a Říšské radě. Bratranec Heinrich Pfeifer (1862–1936) působil coby nakladatel, tělovýchovný aktivista a politik. Julius maturoval v roce 1882. Nastoupil na praxi do otcovy firmy a pak pobýval na zkušené v Anglii. Od roku 1889 nastoupil společně s bratrem Rudolfem (1862–1926) do vedení rodinné firmy Julius P. & Söhne. V roce 1906 šlo o druhou největší továrnu na koberce v Rakousku-Uhersku a po světové válce o druhou největší firmu tohoto typu v Československu.
Byl aktivní i ve veřejném a politickém životě. Od roku 1891 zasedal v obecním zastupitelstvu v Rumburku, od roku 1894 byl obecním radním a v letech 1900–1919 zastával funkci náměstka starosty Rumburku. V období let 1903–1909 působil též jako okresní starosta. Zasadil se o zřízení gymnázia a elektrárny v Rumburku. Od roku 1897 byl členem obchodní a živnostenské komory v Liberci. V roce 1906 založil Svaz průmyslníků Rumburku a okolí a byl jeho předsedou. Po roce 1920 se stal viceprezidentem Německého hlavního svazu průmyslu v Československu a zasedal v ústředním výboru Svazu československých průmyslníků v Praze a Všeobecného německého svazu textilního průmyslu v Liberci.
Koncem 19. století se zapojil i do celostátní politiky. Krátce po volbách roku 1897 byl v doplňovací volbě zvolen do Říšské rady (celostátní zákonodárný sbor) za kurii obchodních a živnostenských komor, obvod Liberec, přičemž nahradil Alexandra Peeze. V roce 1897 se profesně uvádí jako průmyslník. Ve volbách roku 1901 již nekandidoval.
V roce 1906 mu byl udělen Řád železné koruny.